# Landau an der Isar
Landau an der Isar (officielt også kaldt Launda a.d.Isar) er en by i Tyskland i delstaten Bayern med omkring 13.000 indbyggere. Byen ligger i landkreisen Dingolfing-Landau ved floden Isar. Landaus gamle bydel ligger i en højde af 390 moh.('Obere Stadt'), mens 'untere Stadt' ligger ca. 60 meter lavere.

## Historie
Landau blev grundlagt i 1224 af Wittelsbach-hertugen Ludwig af Kelheim. Byen havde været en Pflegamt i mange år og hørte til Landshut Rentamt i kurfyrstedømmet Bayern.
Frem til kommunereformen i Bayern og Tyskland i 1972 var Landau kreisstadt eller administrationssæde i en egen landkreis. Under reformen blev de tidligere landsbyer Frammering, Mettenhausen, Reichersdorf og Zeholfing, i tillæg til dele af Kammern og Ganacker, slået sammen med Landau. I 1978 blev også landsbyerne Nieder- og Oberhöcking indlemmet.

## Eksterne links
- Wikimedia Commons har flere filer relateret til Landau an der Isar